# Björn Holk
Björn Holk (* 1981 in Essen) ist ein deutscher Ringer. Er wurde unter anderem dreimal Deutscher Meister im Mittelgewicht und startete bei Welt- und Europameisterschaften.

## Werdegang
Björn Holk begann mit dem Ringen 1986 beim TV Essen-Dellwig. Dort fingen auch seine beiden Brüder Jens und Nils mit dem
Ringkampfsport an, die ebenfalls erfolgreiche Ringer sind.
Kurz nach Beginn der Sportes stellten sich bereits Erfolge bei nationalen und internationalen Turnieren ein. 1995 wurde Björn zum ersten Mal Deutscher Meister im Jugendbereich. Mit 16 nahm er dann bei internationalen Meisterschaften teil und wurde auf Anhieb dritter der Kadetten-Weltmeisterschaft. Nach drei weiteren DM-Titeln und zwei Top-Ten-Platzierungen bei Junioren-Weltmeisterschaften wechselte er in den Seniorenbereich.
Mit 21 Jahren erreichte Björn dort den zweiten Platz und ein Jahr später sicherte er sich den ersten Titel im Männerbereich, den er danach noch zweimal verteidigen konnte. Sein erfolgreichstes Jahr konnte er 2005 feiern. Er gewann die Thor Masters in Dänemark, wurde dritter beim Großen Preis von Deutschland und gewann anschließend den zweiten Platz bei der Universiade in Izmir.
Zusätzlich zu seiner Karriere als Leistungssportler studierte Björn an der Technischen Universität Dortmund, wo er seinen Abschluss als Diplom-Wirtschaftsingenieur erwarb.

## Bundesliga
Björn Holk startete mit dem AC Köln Mülheim sowie mit dem TV Essen Dellwig bereits zweimal in der zweiten Bundesliga, bevor er 2001 zum KSV Witten 07 in die erste Bundesliga wechselte. Nach vier Jahren in Witten, wechselte er zum KSK Konkordia Neuss, den er sechs Jahre vertrat. Im Jahre 2011 wechselte Björn zum KSV Köllerbach, mit dem er Deutscher Vize-Mannschaftsmeister wurde. Nach einer weiteren Station beim TUS Adelhausen ringt Björn seit 2013 wieder für seinen Heimatverein TV Essen Dellwig.

## Deutsche Meisterschaften
| Jahr | Platz | Gewichtsklasse |                                                            |
| 2003 | 2.    | 84 kg          | hinter Kai Dittrich und vor Stefan Nemack                  |
| 2004 | 1.    | 84 kg          | vor Baris Baglan und Juri Witt                             |
| 2005 | 1.    | 84 kg          | vor Volker Hirt und Kai Dittrich                           |
| 2006 | 1.    | 84 kg          | vor Bernard Mayr und Jan Fischer                           |
| 2008 | 3.    | 84 kg          | hinter Jan Fischer und Eugen Ponomartschuk                 |
| 2009 | 2.    | 96 kg          | hinter Andreas Fix und vor Oliver Hassler sowie Coskun Efe |
| 2011 | 3.    | 84 kg          | hinter Ramsin Azizsir und Rene Zimmermann                  |

## Internationale Meisterschaften
| Jahr | Wettbewerb                   | Altersbereich | Gewichtsklasse | Platz |  |
| 1997 | Weltmeisterschaften          | Kadetten      | 69 kg          | 3.    |  |
| 1999 | Weltmeisterschaften          | Junioren      | 76 kg          | 9.    |  |
| 2000 | Europameisterschaften        | Junioren      | 76 kg          | 12.   |  |
| 2000 | Weltmeisterschaften          | Junioren      | 76 kg          | 8.    |  |
| 2002 | Großer Preis von Deutschland | Senioren      | 84 kg          | 7.    |  |
| 2003 | Großer Preis von Deutschland | Senioren      | 84 kg          | 9.    |  |
| 2004 | Olympiaqualifikationsturnier | Senioren      | 84 kg          | 13.   |  |
| 2004 | Europameisterschaften        | Senioren      | 84 kg          | 9.    |  |
| 2004 | Studentenweltmeisterschaften | Senioren      | 84 kg          | 9.    |  |
| 2005 | Thor Masters                 | Senioren      | 84 kg          | 1.    |  |
| 2005 | Europameisterschaften        | Senioren      | 84 kg          | 19.   |  |
| 2005 | Großer Preis von Deutschland | Senioren      | 84 kg          | 3.    |  |
| 2005 | Studentenweltmeisterschaft   | Senioren      | 84 kg          | 2.    |  |
| 2005 | Weltmeisterschaft            | Senioren      | 84 kg          | 30.   |  |
| 2007 | Großer Preis von Deutschland | Senioren      | 96 kg          | 5.    |  |
| 2008 | Studentenweltmeisterschaft   | Senioren      | 96 kg          | 10.   |  |
| 2009 | Großer Preis von Deutschland | Senioren      | 96 kg          | 12.   |  |
| 2010 | Großer Preis von Deutschland | Senioren      | 96 kg          | 10.   |  |